# Monika Novotná
Monika Novotná (* 1. září 1966 Ilava) je česká advokátka, místopředsedkyně představenstva České advokátní komory.

## Profesní činnost
Monika Novotná je absolventem Právnické fakulty Univerzity Karlovy v Praze (1989). Titul JUDr. získala v témže roce rovněž na Univerzitě Karlově v Praze. Monika Novotná se věnuje advokacii od absolvování studia, jako koncipientka začínala v r. 1989 v Praze v Advokátní poradně č. 2. Od r. 1995 je advokátem zapsaným v seznamu advokátů vedeném Českou advokátní komorou. V letech 2013 až 2017 působila jako člen kontrolní rady České advokátní komory, od r. 2017 je členkou představenstva České advokátní komory. V roce 2019 se jako první žena v historii české advokacie stala místopředsedkyní České advokátní komory. V advokátní komoře působí i jako předsedkyně odborné sekce pro veřejné právo a jako zkušební komisař pro advokátní zkoušky v oboru obchodního práva. Je rovněž náhradní členkou kárného senátu Nejvyššího správního soudu České republiky. V České advokátní komoře se věnuje především problematice hospodaření a legislativní činnosti v oblasti veřejného práva. Ve společnosti Rödl & Partner působí od roku 1993, nejdříve jako advokátní koncipient, od roku 1995 jako advokát. V pražské pobočce Rödl & Partner zastává funkci vedoucí oddělení daňového práva a daňového poradenství a současně i vedoucí pracovní skupiny Litigation. V roce 2015 se stala Equity Partnerem skupiny Rödl & Partner. Dlouhodobě se specializuje na problematiku správního, obchodního a občanského práva se zaměřením na zdravotnické právo, daňové právo a litigaci. Je členkou výboru TAX CCBE.
V roce 2016 byl Monice Novotné udělen titul Právník roku v oboru finančního práva.
Monika Novotná je od r. 1989 vdaná za JUDr. Petra Novotného, má dvě dospělé děti, Davida a Dominiku.

## Dílo
Právo
- 2006: Zákon o dani silniční. Komentář.
- 2014: Nový občanský zákoník. Dědické právo.
- 2014: Nový občanský zákoník. Principy a základní pojmy.
- 2016: Zákon o dani z nemovitých věcí. Komentář.
- 2019: Daňové řízení.
- 2021: Zákon o dani z přidané hodnoty. Komentář.